# Ел Масноу
Ел Масноу (шп. El Masnou) град је у Шпанији у аутономној заједници Каталонија у покрајини Барселона. Према процени из 2017. у граду је живело 23 119 становника.

## Становништво
Према процени, у граду је 2017. живело 23 119 становника.
| 2017.  |
| ------ |
| 23.119 |